# Lira tornese
La lira tornese, in francese livre tournois (lira di Tours, ₶) è stata un'unità di conto usata nella Francia medievale. In seguito è diventata la valuta francese fino all'introduzione del franco germinale.

## Circolazione monetaria
Il denier tournois fu coniato per la prima volta agli inizi dell'XI secolo, dai monaci dell'abbazia di San Martino di Tours, in Francia. Quando, con Filippo II di Francia,  le contee di Angiò e di Tours nel 1203 passarono sotto il controllo diretto della corona di Francia, Filippo standardizzò l'uso della livre tournois in questi nuovi possedimenti, e gradualmente la livre tournois iniziò a prendere il posto della livre parisis (lira di Parigi) che era stata fino ad allora la moneta ufficiale della dinastia capetingia.
La livre tournois era, come tutte le altre monete che derivavano dalla monetazione carolingia, divisa in 20 sol (sou dopo il 1715),  ognuno diviso in 12 denier. Tra il 1360 ed il 1641 fu coniata una moneta d'oro dal valore di una livre tournois, nota come franco. Fu battuta la prima volta durante il regno di Giovanni II di Francia, per pagare il riscatto del re che era stato fatto prigioniero dagli inglesi alla Battaglia di Poitiers, durante la guerra dei cent'anni.
Nel 1360, il Trattato di Brétigny lo rese libero previo pagamento di tre milioni di scudi d'oro (ovvero 11640 chilogrammi). Il nome deriverebbe dall'iscrizione "IOHANNES DEI GRATIA - FRANCORV[M] REX", (Giovanni per grazia di Dio re dei Francesi) oppure dal fatto che era stato usato per liberare (franc in francese significa "libero") il re. Altri franchi furono coniati sotto Carlo V, Enrico III ed Enrico IV, nonché da Luigi II di Fiandra.
In particolare Carlo V coniò anche un franco su cui il re era raffigurato stante e di conseguenza fu chiamato franc á pied. Il termine "franc" divenne sinonimo di livre tournois. La prima carta moneta francese, emessa negli anni 1701 - 1720, era denominata in livre tournois. Questa fu l'ultima volta in cui fu usato ufficialmente il termine livre tournois; sulle banconote e monete successive fu usato solo livre dato che la livre parisis era già stata abolita nel 1667.

## Moneta di conto
Dato che esistevano molte monete sia interne che internazionali (con differenti pesi, titoli e qualità) che circolavano in Europa verso la fine del Medio evo e gli inizi dell'Era moderna, l'uso di un'unità di conto divenne una necessità finanziaria.  Nel mondo bancario internazionale del XIII secolo le monete più usate erano il fiorino ed il ducato. In Francia la livre tournois ed il sistema basato su questa divenne lo standard monetario per l'unità di conto e continuò ad essere usato anche quando la "livre tournois" cessò di esistere come moneta vera e propria.
La livre tournois divenne l'unità di conto ufficiale per tutti i contratti stipulati in Francia per legge nel 1549, ma era una delle unità di conto standard dal XIII secolo.  Nel 1577 l'unità di conto "livre tournois" fu abolita e sostituita dell'écu d'oro, che era al momento la moneta francese d'oro di maggior valore realmente in circolazione, ma nel 1602 fu scelta nuovamente la livre tournois come unità di conto.  Un'unità di conto minore basata sulla livre parisis continuò ad essere utilizzata per usi minori a Parigi e nei dintorni e non fu abolita ufficialmente fino al 1667 da Luigi XIV.
Dato che le monete in Europa nel Medio Evo e agli inizi dell'Era moderna  (i francesi écu, Luigi, testone d'argento, denier, double, franco; gli spagnolo doblone, pistola, real; gli italiani fiorino, ducato o zecchino; il tallero tedesco; il fiorino olandese, etc.) non avevano l'indicazione del loro valore, questo era determinato da editti reali.
In caso di necessità finanziarie il re di Francia potava svalutare la moneta.  Ciò poteva essere fatto in due modi: (1) la quantità di metallo prezioso nelle nuove monete veniva ridotto mantenendo il vecchio valore in livres tournois o (2) aumentando il valore legale delle monete nazionali o straniere in circolazione.  Applicando misure opposte invece la moneta poteva essere rinforzata.
Per esempio: 
- il valore di un écu d'or, la moneta francese d'oro, fu portato da 60 sol a 57 sol nel 1573.
- per frenare l'uso crescente del real spagnolo, il suo valore ufficiale fu diminuito a 4 sol e 2 denier intorno al 1570.

I responsabili delle finanze reali dovettero fronteggiare molte difficoltà.  Oltre alla speculazione, alle falsificazioni ed alla tosatura delle monete, (che era punita duramente), avevano anche il difficile problema di definire il valore delle varie monete d'oro, argento, biglione e rame, in risposta all'influenza spesso rilevante delle monete straniere ed all'apparizione di monete straniere che avevano intenzionalmente un aspetto simile. (cfr. politica monetaria e legge di Gresham).

## Cronologia
Nel periodo medievale la livre tournois era utilizzata da diversi principati, in particolare dalla Contea di Hainaut ed in Borgogna. Era coniata nell'abbazia di San Martino, vicino a Tours, da cui viene il nome. Nel 1203, con il passaggio dell'Angiò alla corona, sotto Filippo II di Francia, sostituisce la livre parisis come moneta di conto nei domini reali. Nel 1262, la riforma monetaria di Luigi IX estende il corso legale della livre tournois a tutto il regno.
Nel 1360 è creato il franco a cavallo dal valore di una livre tournois. Ne furono coniati 3 milioni di pezzi, necessari a pagare il riscatto di re Giovanni lI. Nel 1549, la livre tournois è decretata unità di conto per la tenuta della contabilità. questa ordinanza reale è confermata nel 1602, dopo un breve periodo, tra il 1577 ed il 1602, durante il quale la tenuta dei conti doveva essere fatta in écu.
Nel 1667, la livre tournois soppianta definitivamente la livre parisis, che continua ad essere utilizzata in qualche regione del regno. Nel 1720, dopo la bancorotta del  sistema di Law, la denominazione ufficiale della livre tournois deviene la "livre". Nel 1795, il franco sostituisce la livre come unità di conto monetario.